# William Ellicott
William Ellicott (* 1856 in Launceston; † 25. April 1933 in London) war ein britischer Sportschütze.

## Erfolge
William Ellicott nahm an den Olympischen Spielen 1908 in London und 1920 in Antwerpen teil. 1908 belegte er in der Einzelkonkurrenz mit der Freien Pistole mit 458 Punkten den siebten Platz, während er den Mannschaftswettbewerb an der Seite von Jesse Wallingford, Geoffrey Coles und Henry Lynch-Staunton hinter der US-amerikanischen und der belgischen Mannschaft auf dem dritten Platz abschloss und damit die Bronzemedaille gewann. Ellicott war mit 435 Punkten der schwächste Schütze der Mannschaft. Auf den Laufenden Hirsch erreichte er im Einzelschuss den zwölften und im Doppelschuss den sechsten Platz. In der Mannschaftskonkurrenz starteten im Einzelschuss lediglich zwei Mannschaften, Großbritannien und Schweden. Schweden setzte sich mit 86 zu 85 Punkten knapp durch, sodass Ellicott, der mit 18 Punkten das schlechteste Resultat der Briten erzielte, gemeinsam mit Charles Nix, William Lane-Joynt und Thomas Ranken die Silbermedaille erhielt. Bei den Olympischen Spielen 1920 startete Ellicott nur im Mannschaftswettbewerb im Trap, in dem er mit der Mannschaft als Vierter knapp einen weiteren Medaillengewinn verpasste.